# Nicolaes Berchem
Pour les articles homonymes, voir Berchem.

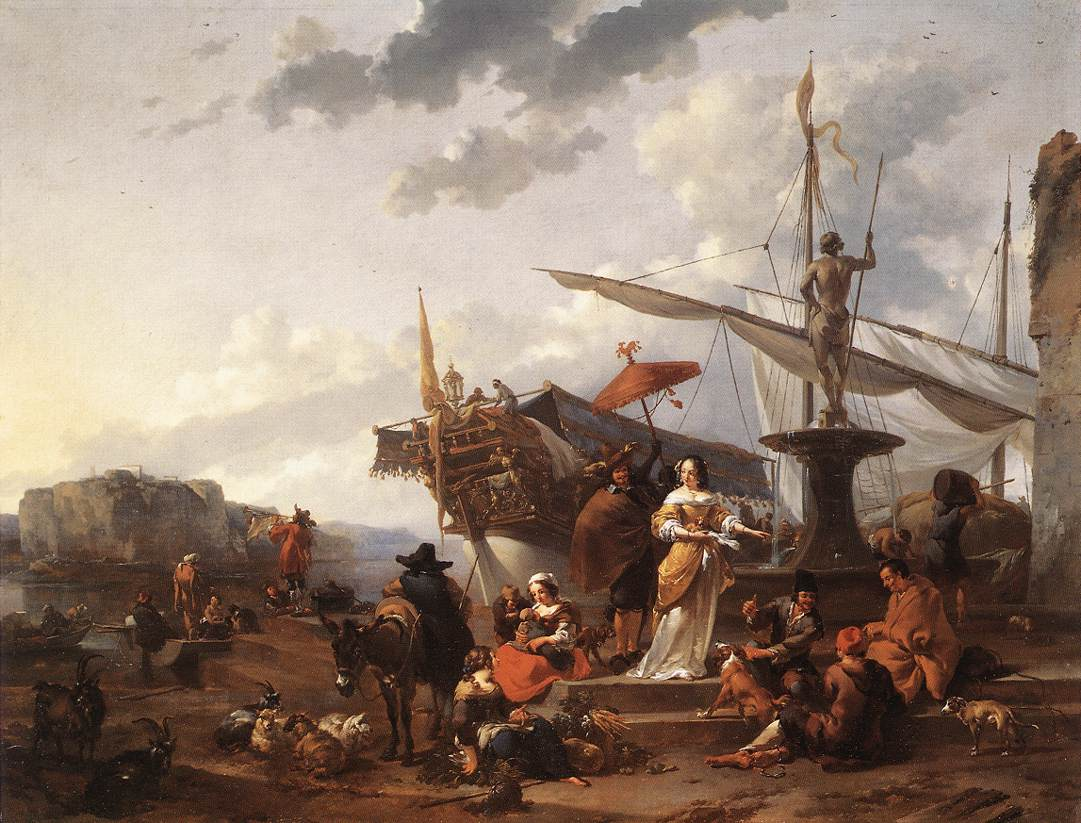
Scène portuaire méridionale, v.1657-1659 (Wallace Collection, Londres).

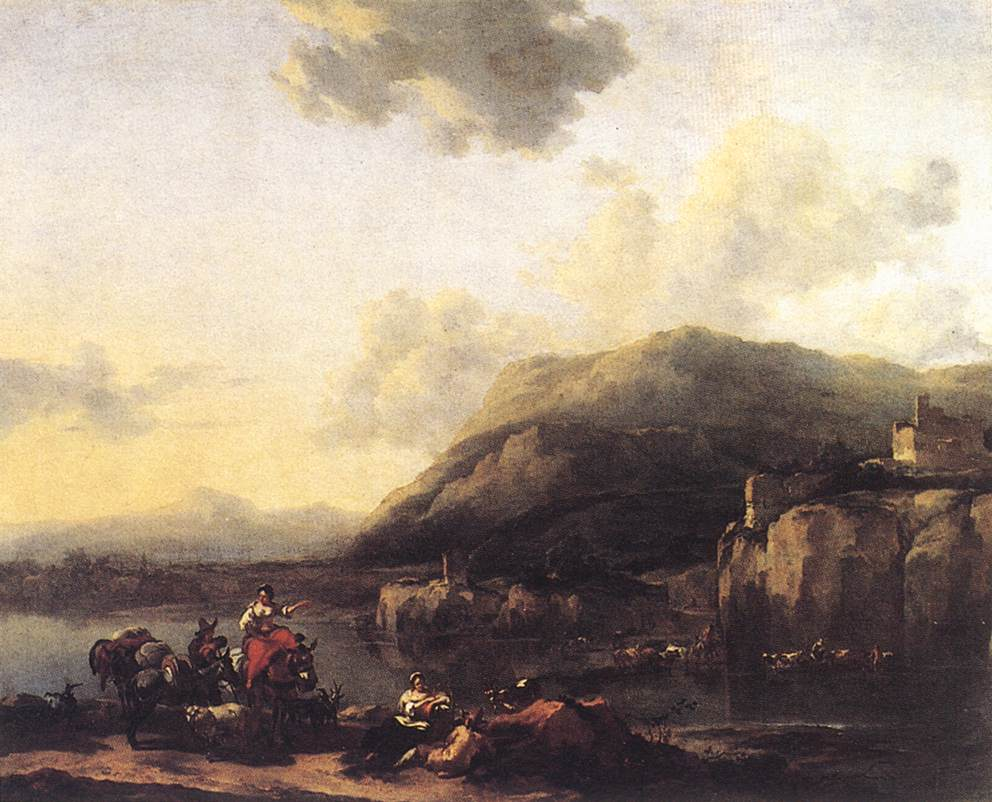
Muletière près d'un gué, signé, v.1660, huile sur toile, (Musée du Louvre, Paris).

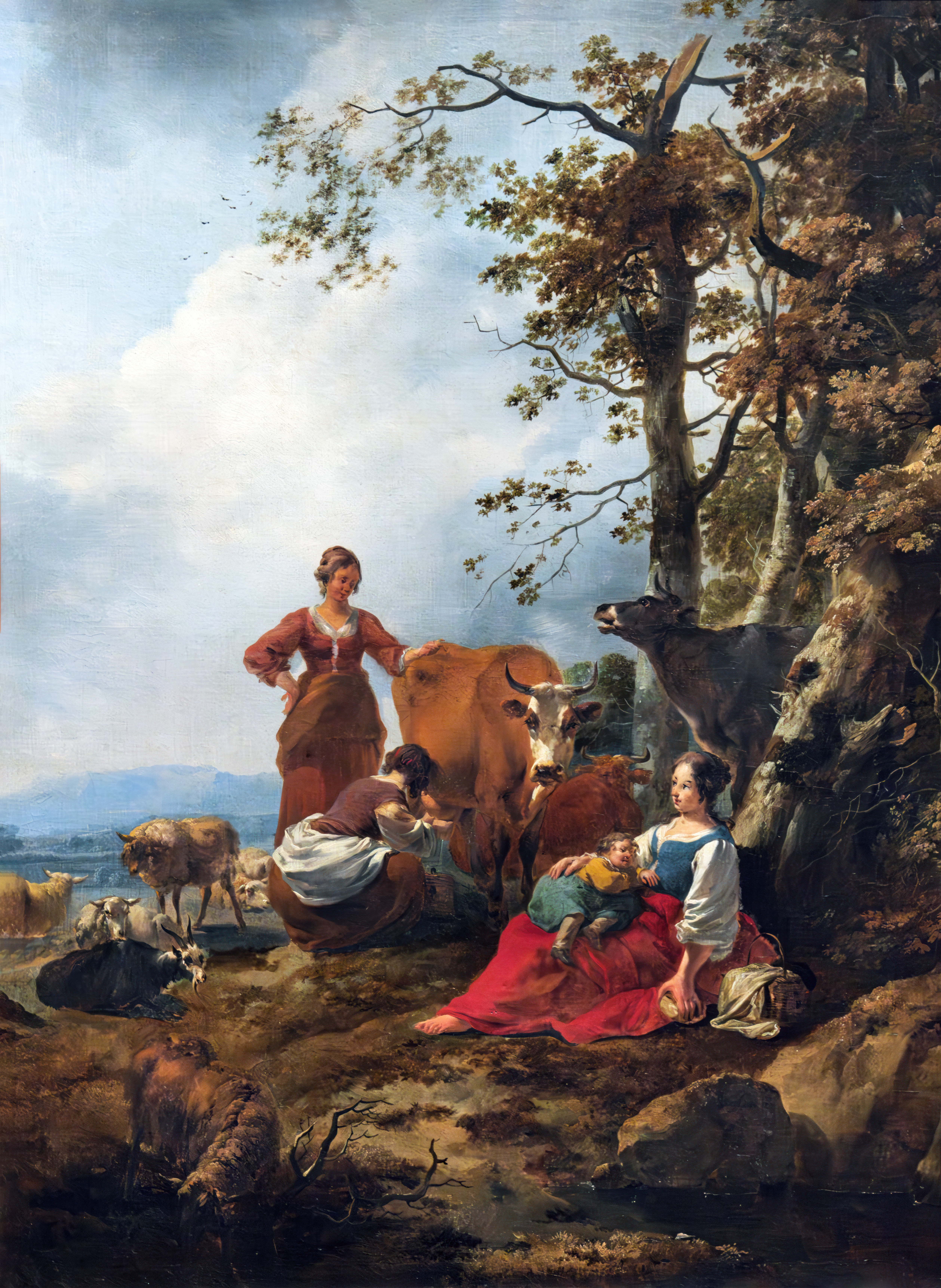
Paysage avec paysannes et troupeaux, Galeries de l'Académie de Venise.

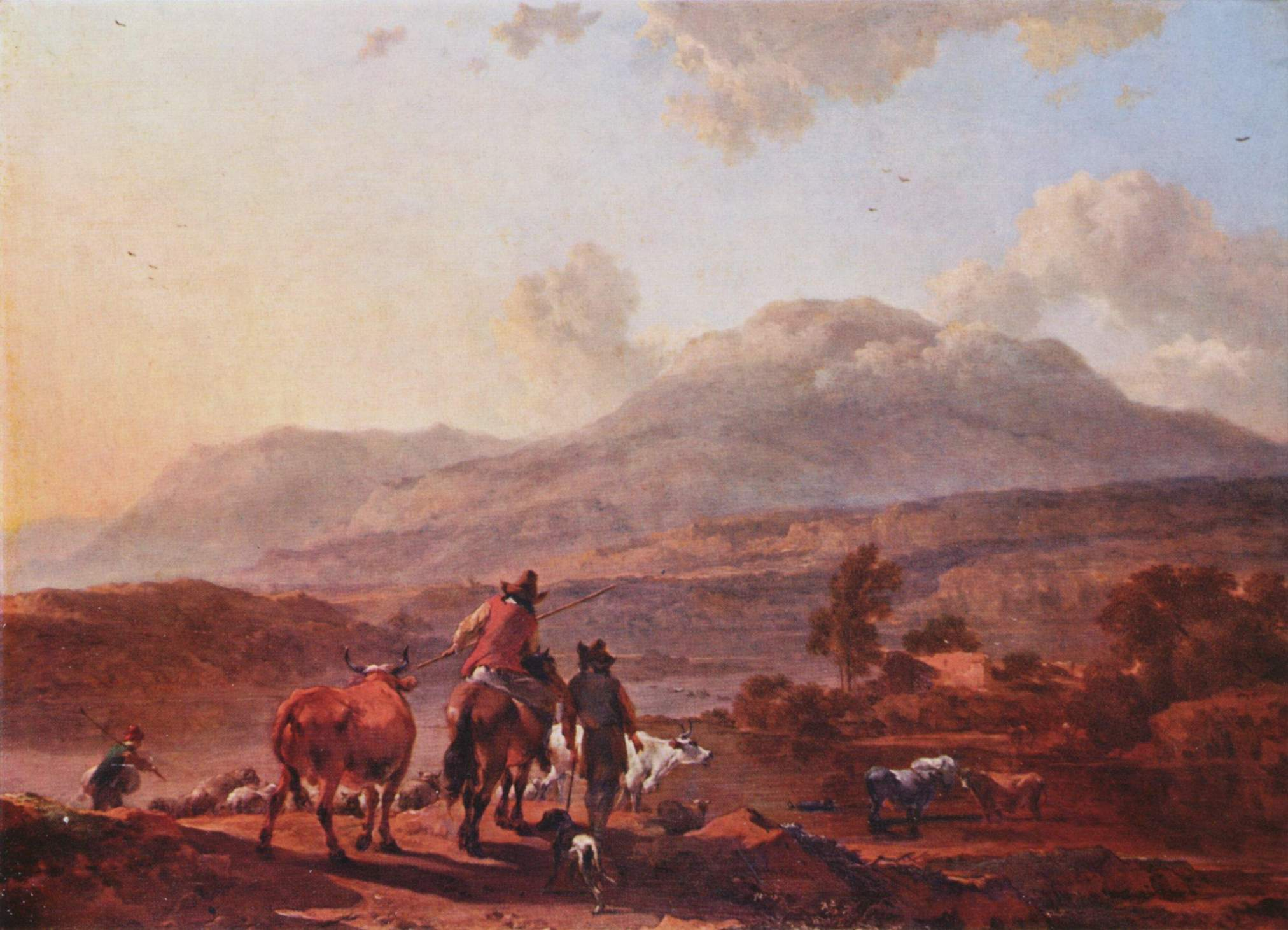
Paysage italien au coucher du soleil, v.1670-1672 (Alte Pinakothek, Munich).

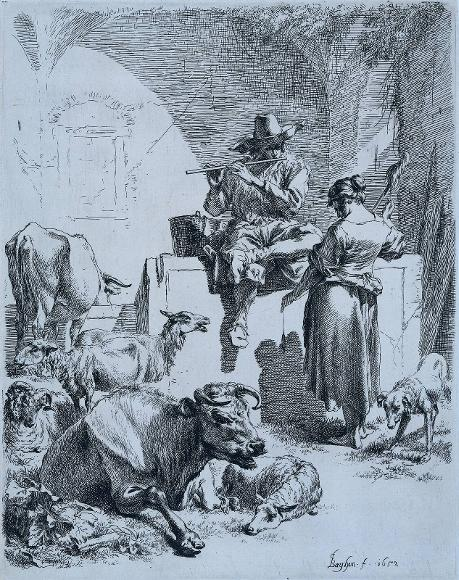
Berger au bord d'un puits et jeune fille occupée à filer, eau-forte, 1652 (Rijksmuseum, Amsterdam).

Nicolaes Pietersz. Berchem ou Berghem, né à Haarlem le 1er octobre 1620 et mort à Amsterdam le 18 février 1683, est un peintre, dessinateur et graveur du siècle d'or néerlandais.
Fils du peintre de nature morte Pieter Claesz, il réalise principalement des paysages. Artiste très prolifique, qui compte parmi les principaux italianisants néerlandais, il connait un succès important de son vivant ; son œuvre influença la peinture de paysage jusqu'au XVIIIe siècle, non seulement dans son pays d'origine mais également en France et en Angleterre. On le considère comme l'un des précurseurs de la peinture rococo. Il a aussi excellé dans la représentation d'animaux, et du bétail en particulier.

## Biographie
Nicolaes Berchem était le fils du peintre de nature morte Pieter Claesz. Certaines sources indiquent que Berchem aurait été baptisé le 1er octobre 1621 à Haarlem. Cependant, si le lieu de naissance semble faire l'unanimité, un document d'archive autorise à mettre en doute cette date, qui correspondrait à un autre fils de Claesz. Nicolaes Berchem serait né en fait en 1621 ou en 1622, le document en question ne permettant pas d'être plus précis.

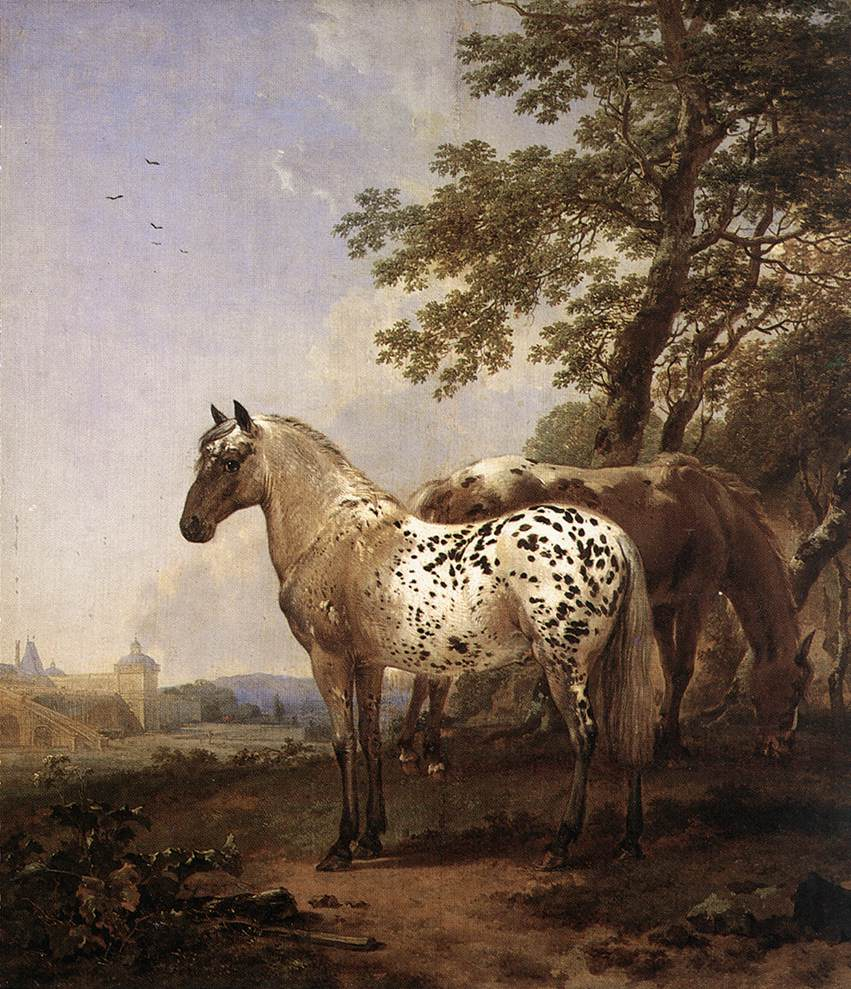
Paysage avec deux chevaux, v.1655-1660 (Statens Museum for Kunst, Copenhague).

À partir de 1634, Nicolaes Berchem est formé à la peinture par son père à Haarlem, avant de venir poursuivre son apprentissage à Amsterdam auprès de Nicolaes Moeyaert, entre 1639 et 1641. Selon Arnold Houbraken, il aurait également eu pour maîtres Jan Van Goyen, Pieter De Grebber, Jan Wils (en) et Jan Baptist Weenix, qu’il appelait « son cousin ». Parmi ces noms, le dernier semble peu probable, étant donné que Berchem et Weenix (né en 1621) avaient à peu près le même âge.
En 1642, il est inscrit dans la guilde de Saint-Luc de Haarlem sous le nom de Claes Pietersen. Il est possible qu’ensuite, jusqu’en 1645, il ait complété sa formation par un voyage d’étude à Rome,, comme ce fut le cas pour bon nombre d’artistes du nord à cette époque ; il aurait alors été accompagné par Jan Baptist Weenix. C’est du moins ce que signale Houbraken, qui parle même de deux séjours de Berchem dans la péninsule. Bien que l’œuvre du peintre témoigne indéniablement d’une influence italienne, il n’existe cependant aucune preuve évidente de ces voyages, en tout cas pas du premier.
Quoi qu’il en soit, il est de nouveau signalé dans sa ville natale le 13 janvier 1645, date à laquelle il devient membre de l’Église réformée. Le 2 octobre de l’année suivante, il épouse Catrijne Claesdr. De Groot, la belle-fille du peintre de paysage Jan Wils. Le couple semble avoir eu deux fils portant le même prénom que leur père : un premier, né en 1647, qui serait mort en bas âge, et un second, baptisé le 13 avril 1649,,.
Un dessin du château de Bentheim réalisé par Berchem et daté de 1650 témoigne de sa présence en Westphalie à cette époque, sans doute à l’occasion d’un voyage entrepris en compagnie de Jacob Van Ruisdael, dont il était l'ami.
C’est au début des années 1650 que Berchem serait retourné en Italie, où il aurait séjourné jusqu’en 1653,,,, avant de revenir à Haarlem. Ce second séjour italien paraît plus probable que le premier, car il n’existe pratiquement pas d’œuvres de Berchem datées de 1651 ou 1652, à l’exception d’un Paysage italien avec des bergers et un troupeau près d’un pont, signé et daté de 1651 (Museo d'Arte Antica, Castello Sforzesco), qui a la particularité d’être peint sur un type de toile inconnu aux Pays-Bas. On peut en outre observer un changement stylistique significatif dans les œuvres du peintre réalisées après 1653, ce qui confère également un certain crédit à ce séjour durant la période en question.
Le 19 mars 1656, à Haarlem, Nicolaes Berchem fait l’acquisition d’un jardin et d’une maison situés aux abords de la ville, près du Kleine Houtpoort,. Il habite quelque temps plus tard la Koningstraat. Après avoir occupé en 1656-1657 la fonction de vinder au sein de la guilde de Saint-Luc, il en est nommé doyen en 1657-1658.
À la fin des années 1650 et durant les années 1660, Berchem vit avec sa famille à Amsterdam. Il quitte la ville au printemps 1670 pour revenir à Haarlem, où il habite l’Oude Gracht. Quelques mois plus tard, le 16 septembre, il est à nouveau nommé vinder de la guilde, fonction à laquelle il se portera encore candidat en 1672 et 1674, sans toutefois être nommé.
En 1674, il travaille comme dessinateur pour le graveur Jan de Visscher, qui publie alors un recueil d'estampes à Amsterdam.
Nicolaes Berchem est également un fervent collectionneur d'estampes, et son collègue Jan Pietersz Zomer raconte au biographie Arnold Houbraken que Berchem a dépensé jusqu'à 60 florins pour une estampe de Raphaël.
C'est à Amsterdam que Berchem meurt, le 18 février 1683, dans la maison qu'il occupait au Lauriergracht ; il est enterré cinq jours plus tard dans la Westerkerk. Le 4 mai 1683 furent mis en vente dans la maison de sa veuve ses peintures et, le 7 décembre 1683, ses dessins et ses estampes,,.
Berchem eut au cours de sa carrière de nombreux élèves, parmi lesquels Karel Dujardin, Abraham Begeyn, Willem Romeyn (en), Hendrick Mommers (en), Johannes van der Bent et Dirk Maas, ainsi que les peintres de genre Pieter De Hooch et Jacob Ochtervelt.

## Œuvre

### Peinture
Peintre très prolifique, Nicolaes Berchem est l’auteur de plus de huit cents peintures, de cinq cents dessins environ, ainsi que d’une cinquantaine de gravures représentant pour la plupart des animaux.
Comme Jan Both et Jan Asselyn, Berchem fait partie des peintres paysagistes néerlandais italianisants de la seconde génération. Il a surtout réalisé des paysages fantasmagoriques, remplis de personnages et d’animaux à la présence distinguée, et éclairés par une lumière du soir automnale méridionale. Reproduisant avec une exactitude frappante la feuillée, les animaux et les figures, il les assemblait en un ensemble parfait. Quelquefois, des scènes mythologiques ou bibliques sont intégrées dans ses décors et certains de ses tableaux se rapprochent très nettement de la peinture de genre.
Outre ses propres réalisations, il a également introduit des personnages et des animaux dans des tableaux réalisés par d’autres peintres, tels que Jacob Van Ruisdael, Meindert Hobbema, Willem Schellinks (en) et Jan Hackaert. Il a aussi travaillé en collaboration avec Gerrit Dou, Jan Wils et Jan Baptist Weenix.
On peut citer, parmi ses peintures :
- Étude d’animaux (vers 1645), huile sur toile, 45 × 64 cm, Musée des beaux-arts de Gand[19]
- Paysans avec quatre bœufs et une chèvre à gué près d'un aqueduc en ruine (1655-60), huile sur chêne, 47 × 39 cm, National Gallery, Londres[20]
- Muletière près d'un gué (vers 1660), huile sur toile, 112 × 140 cm, Musée du Louvre, Paris[21]
- Paysage italien avec le Ponte Lucano et le tombeau des Plautiens (vers 1660), huile sur toile, 121 × 195 cm, Musée municipal de Leyde[22]
- Paysage méridional avec un port, huile sur toile, 67 x 78 cm, Dijon, Musée des beaux-arts de Dijon.
- Le passage du gué ou la rencontre (vers 1653), huile sur bois, 32 x 27 cm, legs d'Albert Pomme de Mirimonde à la RMN, affecté au musée de Gray (Haute-Saône), musée Baron-Martin.
- Couple seigneurial se promenant près d'un port de mer, devant une statue de Diane, huile sur bois, 44 x 57 cm, legs d'Albert Pomme de Mirimonde à la RMN, affecté au musée de Gray (Haute-Saône), musée Baron-Martin.
- Concert sur une place publique, huile sur toile, 171,5 × 148,5 cm, Rouen, Musée des beaux-arts de Rouen.

Très réputée du vivant de l’artiste, son œuvre devait continuer après sa mort à exercer une très forte influence, et pas seulement sur la génération suivante d’artistes néerlandais, mais également tout au long du XVIIIe siècle, particulièrement en France, avec notamment les peintres rococo Jean-Baptiste Oudry, François Boucher, Jean Pillement ou Jean-Honoré Fragonard, et en Angleterre, où Thomas Gainsborough s'inspirera de ses paysages et où Philippe-Jacques de Loutherbourg réalisera des pastiches de certaines de ses toiles. Fait significatif : au XVIIIe siècle, on réalisa davantage de gravures d’après Berchem que d’après aucun autre peintre néerlandais. Ses tableaux étaient alors très prisés des collectionneurs à travers toute l’Europe, ce dont témoigne Dezallier d'Argenville qui écrivit à ce propos, en 1745, que les œuvres d’aucun autre peintre n’étaient à son époque recherchées avec autant de zèle que celles de Berchem.
Ce n'est qu'au XIXe siècle que la renommée de Berchem commença à basculer ; il fut notamment raillé au Royaume-Uni par l'influent critique d'art John Ruskin et le peintre John Constable qui, en 1836, en vint même à conseiller de brûler ses œuvres ! Il n'en reste pas moins que Berchem marqua durant plus d'un siècle l'histoire de la peinture.

#### Graveurs interprètes
Nombre de graveurs des XVIIe et XVIIIe siècles ont réalisé des estampes d'après les œuvres de Berchem. Parmi ceux-ci, on peut citer :
- Jacques Aliamet (1726-1788)[26]
- Pierre Aveline (v.1656-1722)
- Pierre-François Basan (1723-1797)[27]
- John Boydell (1720-1804)[28]
- Robert Daudet (1737-1824) - Le troupeau hollandais 1778 [29]
- De Ghendt (1738-1815)
- Clément De Jonghe (v.1624–1677)
- Jan De Visscher (v.1636-v.1702)
- Johannes Groensveld (v.1660-1728)
- Jacques-Philippe Le Bas (1707-1783)[30]
- Thomas Major (graveur anglais ; 1720-1799)
- Cornelis Ploos van Amstel (important collectionneur d'art néerlandais ; 1726-1798)
- Cornelis Visscher (v.1628-1658)
- Carl Wilhelm Weisbrod (graveur originaire de Hambourg ; 1743-v.1806)[31]

### Gravure
Berchem réalise aussi plusieurs centaines de dessins et cinquante-sept eaux-fortes. Tous comme ses tableaux, il y représente des paysages idylliques et des scènes pastorales. À partir du milieu des années 1650, ses gravures tendent vers une sophistication teintée de classicisme. L'esthétique de la fin de sa carrière inspirera le rococo au siècle suivant.
Parmi ses gravures :
- L'Homme monté sur un âne dit La Perle (1644), Chantilly, musée Condé ; Paris, Petit Palais ;
- Le Joueur de cornemuse, dit Le Diamant (vers 1646-1648), Chantilly, musée Condé ; Paris, Petit Palais ;
- Vaches s'abreuvant (1680), musée Condé de Chantilly et Vanderbilt University Fine Arts Gallery.

#### Animalia
Berchem est particulièrement connu pour ses Animalia, cinq séries d'eaux-fortes, dans lesquelles il se distingue de ses prédécesseurs et contemporains par la recherche de vie et de dynamisme. Le genre a été développé par Pieter van Laer à partir de 1636, dont Berchem s'inspire de la composition serrée des vignettes et des effets d'intense lumière méridionale.
Il réalise en 1644 une première série avec du gros bétail, parfois accompagné de quelques moutons. Vers 1650, il consacre une série entière à ces derniers, dont un exemplaire complet avec frontispice est conservé au musée Condé de Chantilly. Il place ses moutons dans des compositions épurées, dont l'homme est absent, se concentrant sur un couple d'animaux, placés de façon à restituer leurs volumes et la profondeur de l'espace. Contrairement à Paulus Potter, dont il a pu s'inspirer, il utilise un trait libre, sans recourir aux hachures parallèles pour marquer les zones d'ombre, donnant l'impression d'animaux dessinés sur le vif. Afin de réaliser des représentations ad vivum (« d'après la vie »), gage de qualité d'une œuvre d'art depuis le milieu du XVIe siècle, Berchem dessine auprès d'animaux vivants.
Les figures humaines des frontispices s'inscrivent dans la tradition de la représentation de la figure pastorale appuyée sur une pierre angulaire, qui remonte à la série de gravures de scènes rurales d'Abraham Bloemaert dans les années 1620.
Ces estampes ont été largement reproduites et diffusées par des graveurs renommés comme Clement De Jonghe, servant de modèles à de nombreux artistes. Cette fonction perdurera en France au XVIIIe siècle : le Dictionnaire des beaux-arts de Claude-Henri Watelet et Pierre-Charles Levesque recommande aux artistes de se référer à ces estampes de Berchem pour représenter des animaux.

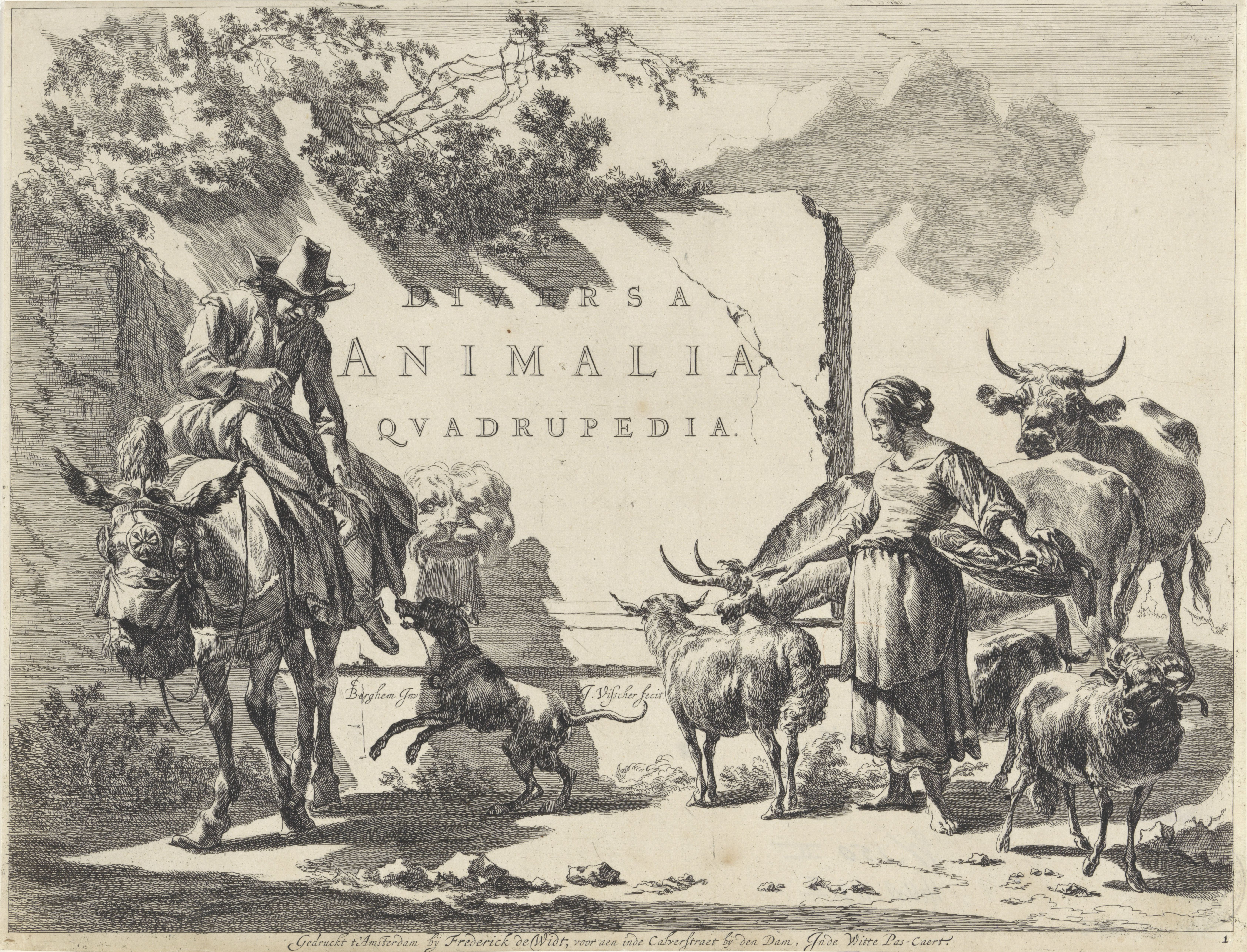
Frontispices de la série Diversa Animalia Quadrupedia.
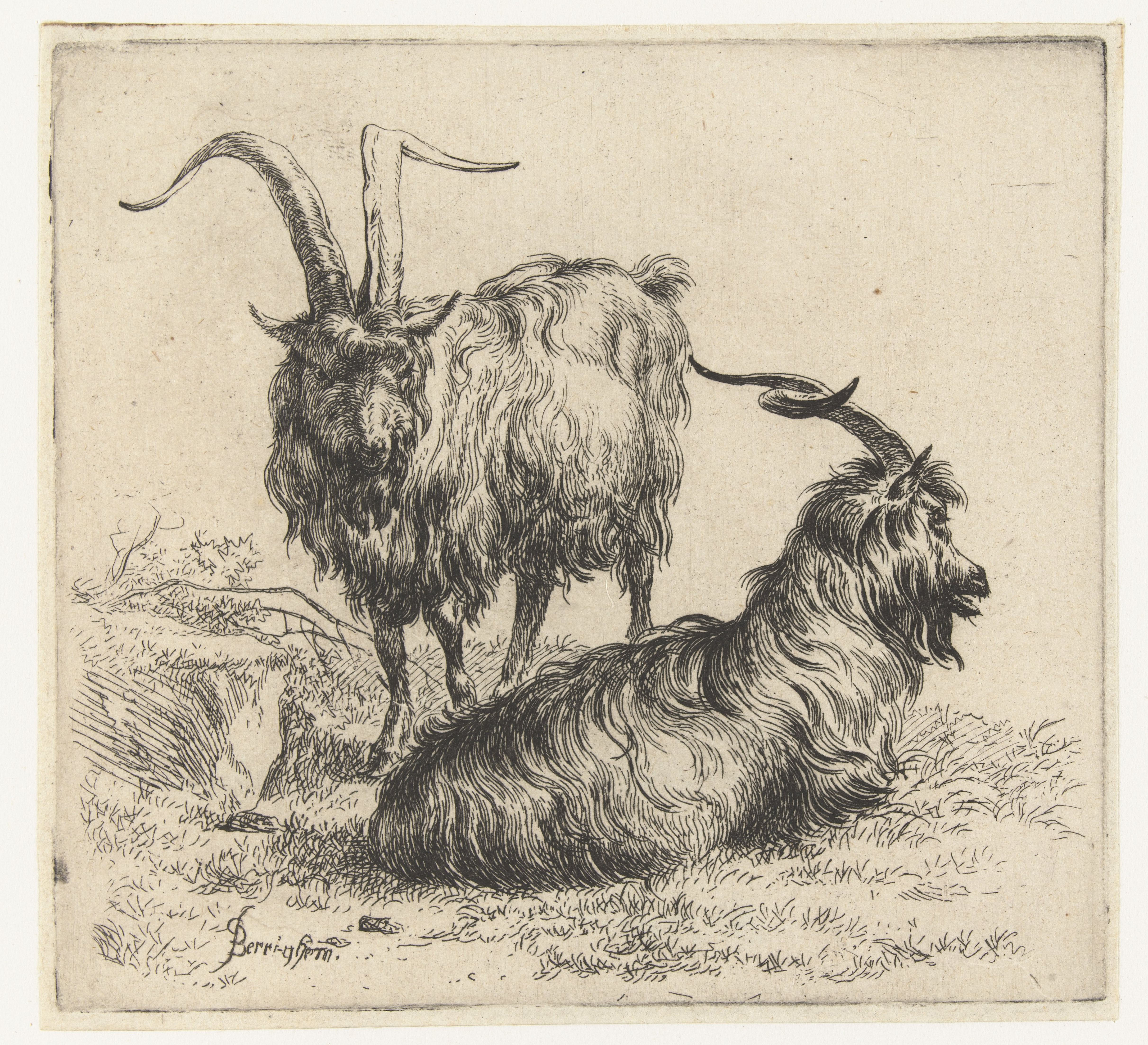
Deux Chèvres.
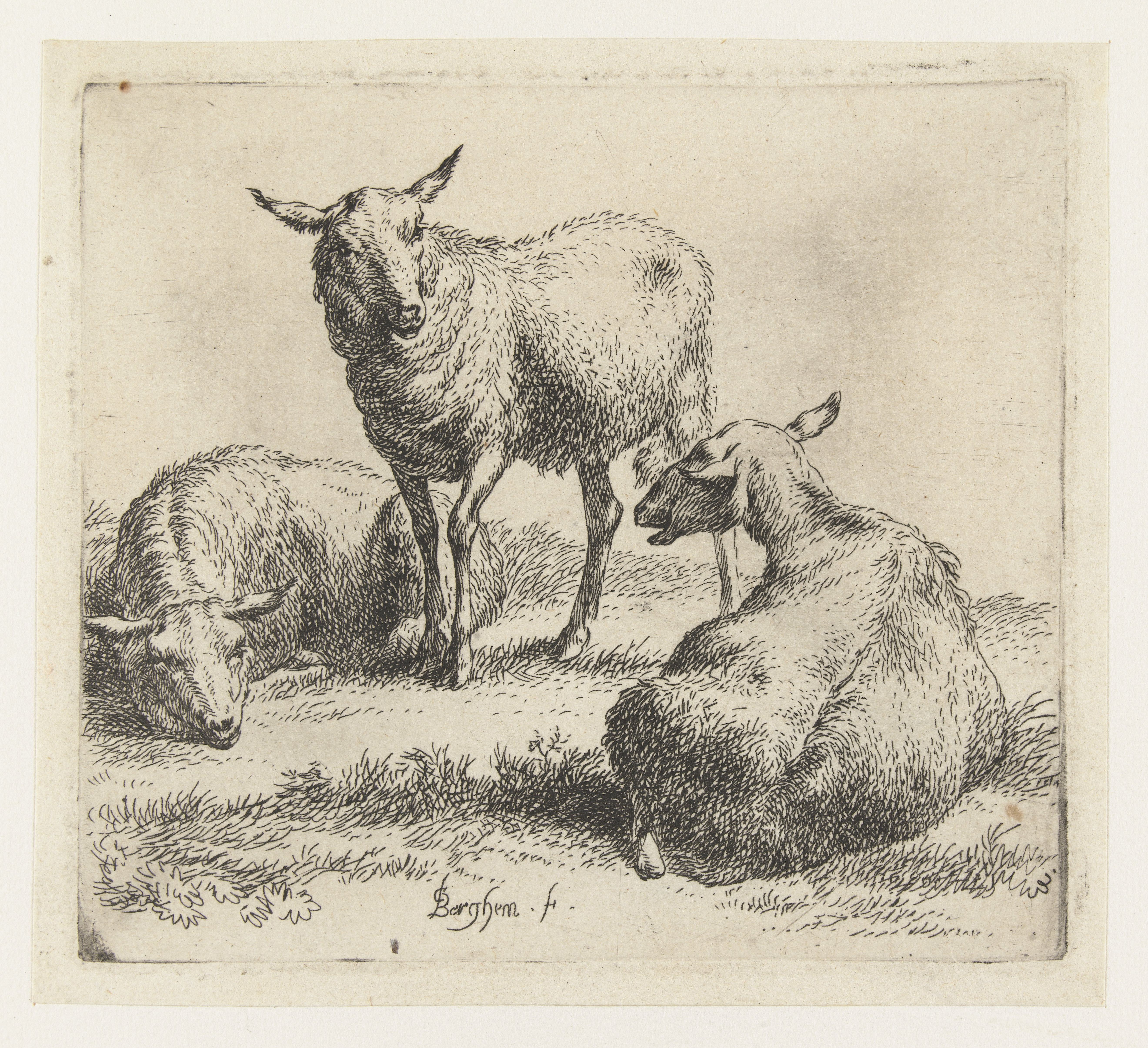
Trois Moutons.
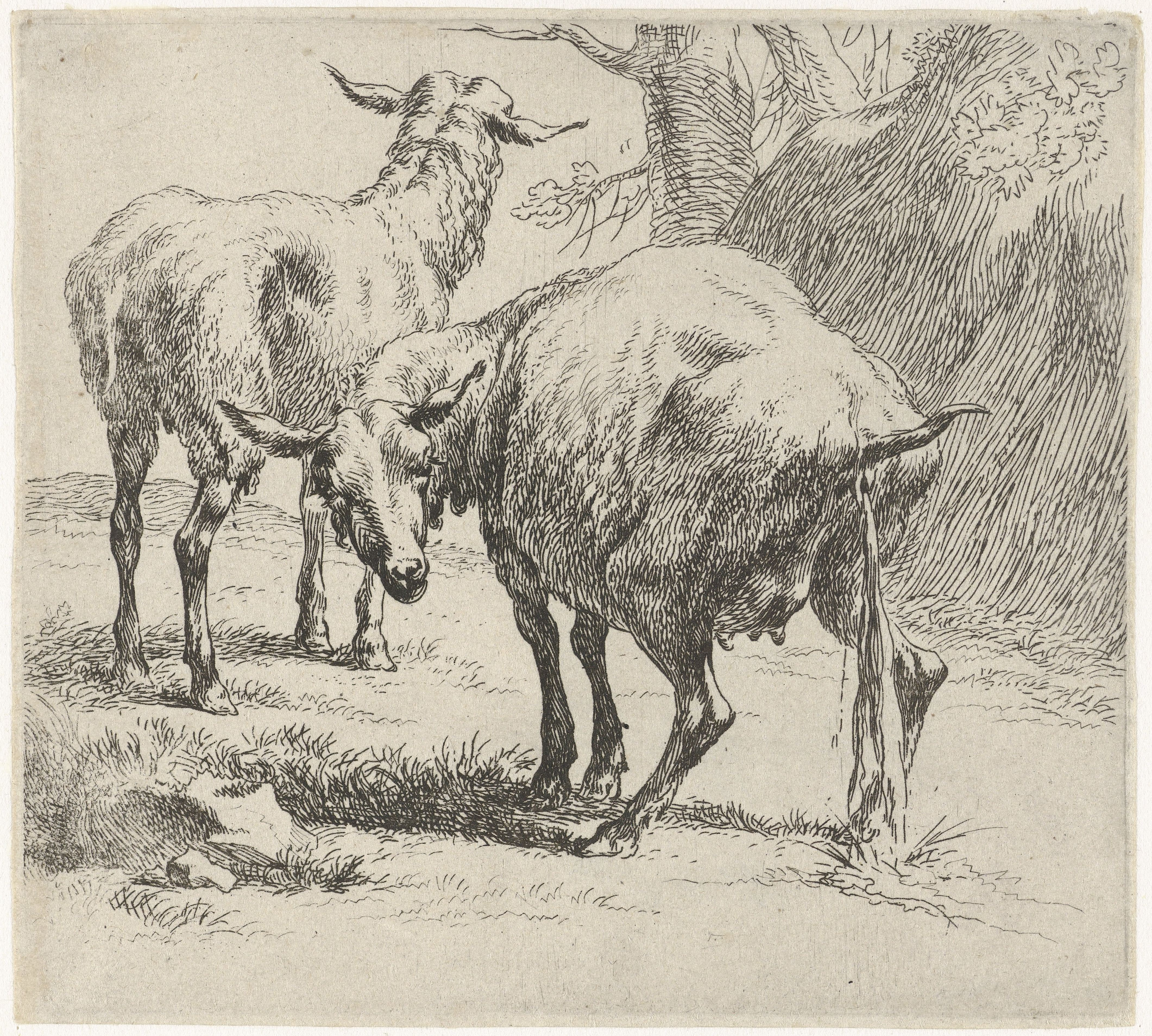
Brebis et Moutons qui pissent.

## Expositions
Du 16 décembre 2006 au 15 avril 2007, le Musée Frans Hals à Haarlem consacra la première rétrospective entièrement consacrée à son œuvre, sous le titre « Nicolaes Berchem. In het licht van Italië » (« Dans la lumière de l’Italie »). L'exposition fut ensuite présentée au Kunsthaus de Zürich (Suisse), du 27 avril 2007 au 19 août 2007, puis au Staatliches Museum de Schwerin (Allemagne), du 1er septembre au 2 décembre 2007,.